# Crise financière

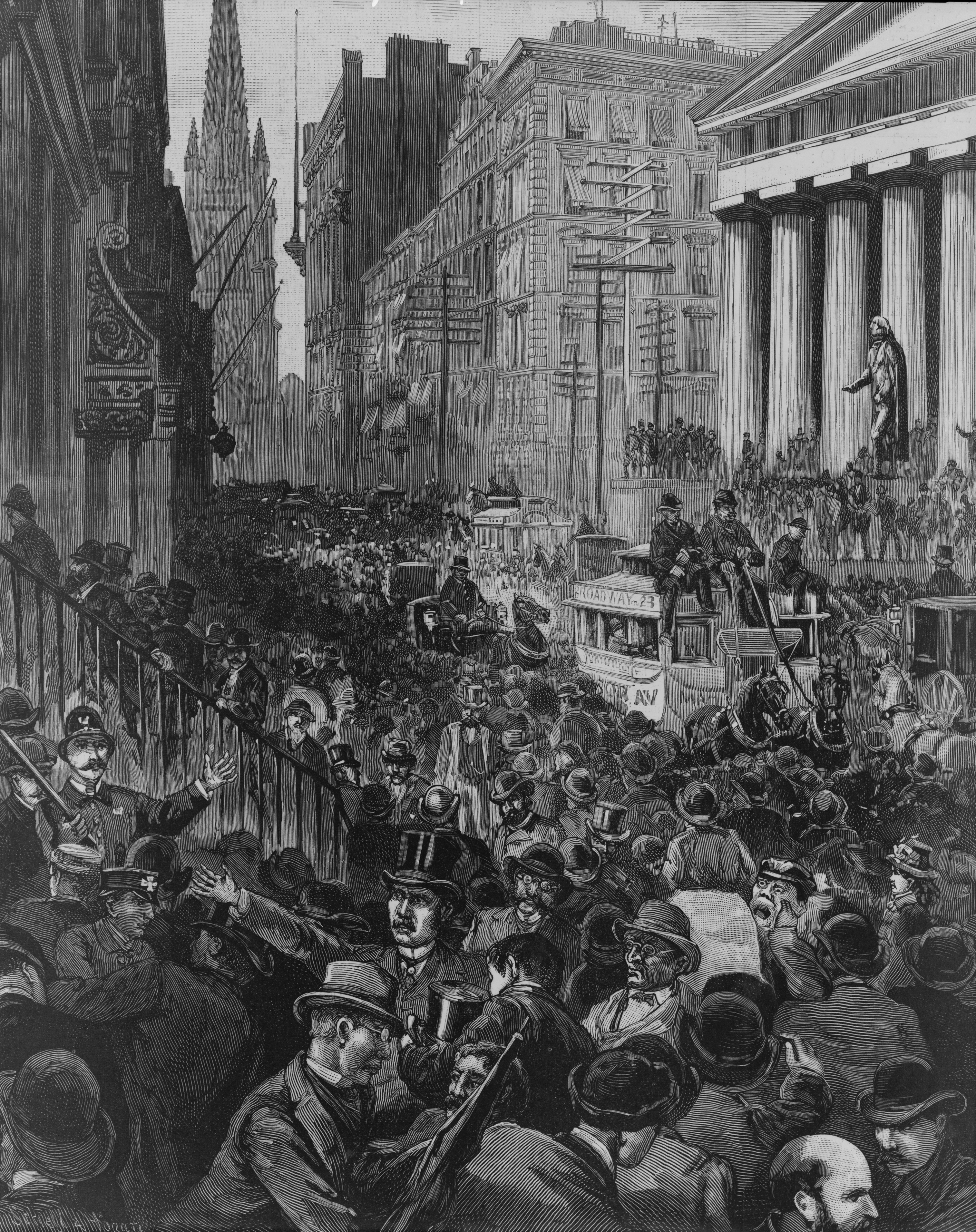
Gravure du numéro du 24 mai 1884 du Harper's Weekly décrivant la situation à Wall Street le matin du 14 mai, lors de la.

Une crise financière est un terme polysémique qui recouvre des réalités diverses dont le dénominateur commun est une chute abrupte d'une activité économique dématérialisée. Les crises monétaires, les crises bancaires et les crises boursières sont ainsi des crises financières.
Le terme est aussi utilisé pour désigner les crises de la dette publique ou des crises qui affectent un marché à terme, voire un marché de produit agricole, comme celui touché au XVIIe siècle aux Pays-Bas par la tulipomanie.

## Concept

### Définition
Les crises financières sont des situations de chute abrupte de valeurs financières. Il n'existe pas de définition unique du phénomène. La crise financière est caractérisée par la multiplication de problèmes d'insolvabilité ou des défauts de liquidité. Phénoménalement, elle est souvent marquée par l'intervention de la puissance publique. De manière plus large, le premier symptôme d'une crise financière est la chute substantielle de la valeur d'actifs.

### Contagions
Bien que la mondialisation ait donné à certaines crises financières une ampleur mondiale, une crise financière peut être circonscrite à un seul pays ou à un groupe de pays. Toutefois, un effet de contagion peut, par le biais des interrelations économiques entre des institutions financières, rendre une crise mondiale.
L'effet de contagion est à la fois horizontal (de pays en pays) et vertical, c'est-à-dire que les effets de la crise sont ressentis à la fois au sein du secteur financier puis dans l'économie dite réelle. La crise financière peut alors entraîner une crise économique, et ainsi une récession. Ses effets sont généralement un resserrement du crédit et donc une baisse de l'investissement et une crise de confiance des ménages.

## Causes
Les origines et causes des crises financières sont souvent multiples. L'excès d'octroi de crédit, la raréfaction de la liquidité du marché, les bulles financières, se conjuguent souvent. La récurrence de crises financières a conduit certains économistes à émettre des théories au sujet des crises financières, comme l'hypothèse de l’instabilité financière.
Les crises sont fondamentalement dues à une accumulation de risques. Ils peuvent être de plusieurs natures :
- risques de marchés : liés aux variations des taux d'intérêt ou des cours des actifs (risque de taux, risque de change) ;
- risques de crédit : liés à la fiabilité d'une contrepartie, voire d'un pays entier ;
- risques liés au fonctionnement même du marché et à la possibilité ou non de revendre un actif (risque de liquidité).

Ces risques ne sont en eux-mêmes pas exceptionnels, mais au contraire le fondement d'un marché financier. Mais lorsque la manifestation de l'un d'eux entraîne un effet systémique, divers phénomènes de crise financière peuvent se manifester (plusieurs de ces éléments pouvant être simultanés) :
- un resserrement du crédit (credit crunch) ;
- une fuite vers la qualité (flight to quality) ;
- une course à la liquidité ;
- une crise monétaire ;
- une crise de liquidité (liquidity squeeze).

Les crises financières mettent en évidence les failles de chaque système financier. Dans un papier de 2016, Loungani et Furceri montre que, depuis 1980, sur un échantillon de cinquante pays émergents et 150 épisodes d'entrées massives de capitaux, 20% de ces épisodes ont entraîné des crises financières qui ont provoqué des fortes baisses de la production.

## Effets
Les effets des crises financières diffèrent selon la nature de la crise, la tendance de croissance d'avant-crise et des facteurs et de l'ampleur de la contagion. Une étude menée par Bordo et Eichengreen (2002) portant sur 56 crises ayant lieu entre 1973 et 1998 indique que les crises ont en moyenne provoqué une chute du PIB de 10 points. En 2014, Carmen Reinhart et Kenneth Rogoff trouvent une chute moyenne de 11,5 points de PIB sur 100 crises bancaires ayant eu lieu entre 1857 et 2013 ; il faudrait huit années à un pays pour retrouver son niveau de PIB pré-crise.

## Politiques publiques
La mise en œuvre de politiques publiques peut permet d'accélérer la reprise économique après la crise, ou de faciliter la reprise.
L'action publique peut toutefois avoir des effets pervers. Une étude de Hryckiewicz en 2014 montre que, sur 23 crises financières, l'intervention publique est généralement associée à une plus grande prise de risque dans la période post-crise de la part des banques. En d'autres termes, le fait de savoir qu'elles sont assurées en dernier ressort par la puissance publique inciterait les banques à prendre plus de risques, ce qui peut conduire à une nouvelle crise.

## Historique
L'histoire des crises financières a fait l'objet d'études multiples par des historiens de la finance. Ainsi, Charles Kindleberger, a dressé l'inventaire des crises financières depuis le XVIIe siècle, dans Une histoire de la finance.
Un rapport du Conseil d'analyse économique sur les crises financières lato sensu (crises bancaires et crises de change comprises) montre que le monde a connu des crises avec des fréquences variables selon les époques. La période 1880-1913 aurait une fréquence de 5 %, contre 7% pour la 1945-1971 (Trente Glorieuses), et entre 10% et 13% entre 1973 et 1997.
Dans les années 1970, on a assisté à une réapparition des crises bancaires et surtout au « retour des crises doubles (de change et bancaires) quasiment absentes de la période 1945-1971 ».

## Débats

### Crises systémiques
Une crise systémique correspond à la contagion d'une crise financière à un ensemble d'institutions dont le bon fonctionnement était fondamental à l'activité économique du pays. Le caractère systémique de ce type de crise financière est dû aux interconnexions entre les institutions financières (banques, fonds d'investissement, etc.), qui dépendent chacun de l'autre et dont la chute de l'un met en doute la capacité du système entier à subsister.
Le terme a été popularisé par les autorités américaines de la Financial Crisis Inquiry Commission durant la crise financière de 2007-2009, lorsqu'elles évoquent « l'exception du risque systémique » pour faciliter la vente de Wachovia à Citigroup.
Le concept reste aujourd'hui sujet à interprétation. Carmen Reinhart et Kenneth Rogoff proposent une définition de la crise systémique comme touchant plusieurs places financières, dans deux régions distinctes du monde, mettant en jeu la vie économique d'au moins trois pays. Ils concluent que « la turbulence financière mondiale moyenne de [cet] indice composite pondéré par le PIB est supérieure à la normale d'au moins un écart-type ».
Le terme reste sujet à interprétation même si un organisme aux États-Unis, le Financial Stability Oversight Council (en), a été créé pour surveiller le développement de tels risques. Des institutions, ayant un potentiel plus grand d'engendrer ce type de risques devront bientôt être désignées et assujetties à une réglementation plus sévère. Le risque systémique est aussi une des préoccupations du comité de Bâle III dont les édictions reprises dans la législation de tous les pays de l'OCDE et la plupart des pays émergents contraignent les institutions financières autonomes à disposer de fonds propres suffisants pour « amortir » toute défaillance.
En France, les effets sur les dépôts des épargnants d'une crise systémique du système financier seraient limités par le fonds de garantie des dépôts qui permet aux clients des banques d'être protégés et remboursés jusqu'à hauteur de 100 000 euros. Les risques systémiques ont cependant tendance à se développer dans des marchés peu ou pas réglementés, comme celui des produits dérivés apparentés à de l'assurance, sans être réglementés comme tels (credit default swaps) ou les opérations de pensions, de plus en plus populaires sur les marchés monétaires.

### Changement climatique
Des preuves récentes suggèrent que la crise climatique a un impact significatif sur la croissance économique et divers éléments productifs des économies modernes,,,. Les recherches indiquent que le changement climatique augmente la fréquence des crises bancaires. Le sauvetage des banques insolvables entraîne une charge fiscale supplémentaire d'environ 5 à 15 % du produit intérieur brut par an et multiplie par deux le ratio dette publique / produit intérieur brut. On estime qu'environ 20 % de ces effets peuvent être attribués au changement climatique. Les conséquences du changement climatique sont sous-estimées si le système financier n'est pas analysé au moyen d'une évaluation climatique et économique intégrée.

### Cyclicité
Les crises financières semblent se produire avec une certaine régularité, à un rythme qui s'est accélérées depuis les années 1980, tout en ayant été fréquentes au XIXe siècle, comme l'atteste l'histoire des bourses de valeurs. Elles pourraient être intrinsèquement liées au fonctionnement des économies de marché[réf. nécessaire].
Selon Kindleberger, le cycle financier se déroule en cinq phases : essor, engouement et emballement, peur et désordre, consolidation, redressement.

### Prévisibilité?
Face à la faiblesse prédictive chronique des modèles économiques et financiers traditionnels, Frederic Mishkin, à la fin des années 1990, a tenté d'isoler des facteurs prédictifs des crises. Selon lui les six facteurs majeurs pouvant déclencher une crise financière sont une hausse de l'incertitude et des taux d'intérêt ; une baisse inattendue de l'inflation ; une chute du marché des actifs ; des paniques bancaires et enfin, un élargissement des écarts de taux obligataires entre actifs de qualité supérieure et inférieure (plus simplement dit : augmentation de l'écart entre les taux d'intérêt des obligations de bonne qualité et ceux des obligations de moins bonne qualité). Ces critères n'ont pas permis de voir venir la crise de 2008, et depuis cette époque le trading haute fréquence, l'apparition des cryptomonnaies, de nouvelles réglementations et l'asymétrie d'information ont progressé en modifiant le paysage de la Finance. 
Certains économistes et investisseurs ont l'espoir de pouvoir maintenant utiliser l'IA pour identifier des indices fiables avant-coureurs d'une crise financière en s'appuyant sur de nouvelles bases de données, de plus en plus vaste et complètes, en leur appliquant les progrès du machine learning ; en effet, après la crise financière de 2008, la réglementation des banques et de la Finance ont été renforcées, pour plus de transparence des marchés et une meilleure identification (et tests) des vulnérabilités bancaires. L'IA exploite déjà certaines données complexes en y recherchant des signaux d'alerte ou de vulnérabilité systémique. Par exemple, Kristina Bluwstein & al. (2023) ont utilisé l'IA pour montrer qu'une inversion de la courbe des taux et une croissance du crédit seraient des signaux d'alerte majeurs des crises financières, surtout dans les économies à faible taux d'intérêt.
L'IA peut modéliser des scénarios de type "Et si ?", permettant d'évaluer ou anticiper les effets positifs ou négatifs de décisions alternatives, elle peut aussi modéliser certains "chocs économiques" et pourrait à l'avenir réorienter les politiques macroprudentielles.
Mais l'IA, devenue disruptive, est aussi déjà utilisée pour fausser la concurrence, verrouiller une position dominante, manipuler les marchés, et exploiter leurs points faibles, dont potentiellement par la transmission de fausses informations ou d'informations incomplètes. Des algorithmes peuvent manipuler les prix en créant de fausses impressions de demande ou d'offre, via par exemple, des ordres d'achat ou de vente placés puis annulés rapidement pour influencer les prix. D'autres algorithmes sont utilisés par les régulateurs via des IA pour détecter les comportements suspects et certaines anomalies indiquant des manipulation de marchés en cours.

### Filmographie
- Faites sauter la banque, documentaire de Pascal Vasselin sur les rouages humains et financiers d'une bulle spéculative et d'un krach, dans l'exemple de la crise asiatique de 1997. Diffusé en 2002 sur la chaîne franco-allemande Arte et sur la chaîne britannique BBC.